# 与那覇勢頭豊見親
与那覇勢頭 豊見親（よなはせど とぅゆみゃ、生没年不詳）は、14世紀末から15世紀に、宮古島平良を拠点としていた豪族である。童名は真佐久（まさく）、諡は恵源。宮古島から初めて中山国に朝貢し、宮古島の首長に任じられた。

## 名前について
「与那覇」は地名。「勢頭」は「船頭」を意味し、「豊見」（とよむ）は「名高い」という意味である。また、「親」は尊称。名前全体では、与那覇の偉大な船頭（支配者）といった意味になる。

## 概要
1390年に宮古島の首長として初めて中山国に朝貢した。
『球陽』によれば、1388年に中山国に至るも、同国の言葉を解さなかったため、足掛け3年間言葉を学んだ後、察度王に朝貢したという。また、『白川氏家譜正統』によれば、中山国に渡った時に泊御殿に滞在したが、宮古の者の多くは琉語を解さなかったので、怜悧な者20名を選んで3年間言葉を学ばせたという。慶世村恒任の『宮古史傳』や稲村賢敷の『宮古島庶民史』は最初の渡航を1387年とする。『宮古史傳』はそこで宮古の首長に任じられた後に帰島し、八重山列島にも朝貢を促して1390年に八重山の首長とともに朝貢したとする一方、『宮古島庶民史』は、1390年に朝貢した際に宮古の首長に任じられたとする。

## 伝承

### 宮古島記事仕次
18世紀に書かれた『宮古島記事仕次』には、与那覇勢頭豊見親に関して以下の伝説が記されている。
真佐久の伯父は佐多大人（さーたーうぷんど）という。佐多大人は3千の兵を擁して兵力で宮古島を制覇しようとしたが、平良の根間・外間に居を構える目黒盛豊見親に敗北し、逃げ落ちた先の下地字与那覇で死んだとされる。
息子がなかった佐多大人の後継者に選ばれた真佐久は、一族の再興と、平和に島を治める方法を得るため、宮古島の東岸にある白川浜から旅立ち、中山国に至った。

### 与那覇勢頭豊見親のニーリ
一方で、多良間島に残されていた「与那覇勢頭豊見親のニーリ」という神歌では、「宮古の島立ての頃、優れた人がいないので、統治する人がいないので、それでは私が出てみようと、それでは私が統治しようと、出世して島を治め、名高い豊見親といわれていたが、ねたむ者が多く、にくむ者がたくさん出て、ねたむ者にねたまれ、にくむ者ににくまれ、後生に落ちてしまった、死後の世界に落とされてしまった、 -中略- まだ二十才の頃に、まだ希望にもえる頃に -中略- にいら天太のお情けで、豊見親は綱をたどり宮古島に帰った」と歌われている。ニーリは、その後与那覇勢頭豊見親が立派な統治者になったと歌っている。
ほとんどの伝承も同様で、真佐久が白川浜を出発するのは瀕死の重傷から奇跡的に回復した後としている。そのためか、後世に編纂された資料では、これを佐多大人と目黒盛豊見親が戦った「与那覇原いうさ」（1400～1408年頃）による受傷とするものが多い。
しかし、ニーリに歌われた受傷の原因は「ねたみ」や「憎しみ」によるものであり、様々な史料が与那覇勢頭豊見親の中山朝貢を1390年と記載していることからも、時代の整合性がとれない。時代の近い史料に、佐多大人と与那覇勢頭豊見親の関係を記したものは無い。
このため、最近の文献研究では、宮古島主長与那覇勢頭豊見親は佐多大人率いる与那覇原軍に殺害され、まだ幼い孫の大立大殿を目黒盛に託したのではないかという説が有力である。

## 家系
与那覇勢頭豊見親が白川浜から出発したことにちなみ、真佐久の一門は、後に白川氏を名乗るようになった。琉球王国時代には一門から島の頭職を輩出している。与那覇勢頭豊見親の子は泰川大殿（白川氏2世）、孫は仲宗根豊見親を育てた大立大殿（白川氏3世）である。
白川氏家譜正統の序文に、与那覇勢頭豊見親の中山朝貢への想いが記されている。
「本島麻姑山（宮古島）は、遥かに中山を離れてびょうとして海外に在り、民俗常に暴戻に馳せ、強は弱をしのぎ、弱は強にてらいて、仁義忠孝の道を知らず。豊見親はこの俗習をあらんために大国たる中山に通じて平和を致さんとす」
白川姓の支族に上地氏があり、俳優の上地雄輔はその末裔である。嫡流22代目は泰川恵吾。